# Yves Lemoine (poète)
Pour l’article homonyme, voir Yves Lemoine.
Yves Lemoine, écrivain, poète et photographe plasticien, est né à Paris, dans le Xe arrondissement, le 21 décembre 1947.

## Biographie
Sa vie se partage entre le littéraire et les arts plastiques le conduisant à des réalisations diverses : poèmes, essais, récits, lectures, expositions, livres objets, chorégraphies, enregistrements musicaux, court-métrage pour l’Institut national de l'audiovisuel (I.N.A.), photographies, etc. Cofondateur de l'Atelier des Grames et de la collection "Des Lettres" aux éditions Berger-Levrault. Conseiller artistique à l'I.N.A.

### Presse, extraits…
... « Deux peaux l’apparence » dit la solennelle torsion de l’écriture, ou la distance entre deux êtres obligés de s’aimer contre les mots, donc contre le malentendu fatal. La technique d’Yves Lemoine peut paraître déjà ancienne, tant les avant-gardes se succèdent rapidement, son âpreté en triomphe.
Alain Bosquet. La Nouvelle Revue Française. N.R.F.
Du côté de la recherche il faut citer Yves Lemoine poète fort doué émouvant dans sa retenue.
Marc Alyn. Les Nouvelles Littéraires.
...Des cristaux apparaissent le temps d’un éclair.
Jean-Georges Lossier. Journal de Genève.
Yves Lemoine est très fasciné par les regards, par la distance à connaître, par la recherche. Son langage riche en
métaphores, sans céder à la facilité, découvre des expressions nouvelles.
Bruno Dumbeck. Rhein-Necktar-Zeitung

## Autres activités

### Conférences-lectures
- 1972 La nouvelle poésie française. Institut Français de Heidelberg.
- 1974 La nouvelle poésie française. Université de Bonn.

### Disque
- 1972 Confrontation orgue et poésie, Abbaye de Fécamp. Improvisations sur les textes de l’auteur, Dominique Preschez aux grandes orgues Cavaillé Coll de l’Abbaye de Fécamp, enregistrement public. Textes dits par Vicky Messica et  l’auteur.
- 2022, réédition du vinyl cinquantenaire, en CD, augmentée d’un livret avec textes récents et photographies, éditée et diffusée par « Polymnie ».

### Film
- 1977 Écrire l'absence, court-métrage, Institut national de l’audiovisuel. Atelier de recherche dirigé par Alain Trutat et Michel Anthonioz, créé par Jean Lescure, avec le concours technique de Jean-Noël Delamarre, Philippe Gras et de l’équipe technique de l’I.N.A. Texte lu par l’auteur, citations de  Michel Deguy  et  Bernard Noël. Thème : réflexion sur une "serre" de Bernard Moninot.Figurant : Dominique Preschez.

### Création de livres objets
Expositions :
- 1971 Livres objets, Galerie La Clé de verre, Le Havre.
- 1972 Livres objets, collectif « le livre » Bibliothèque nationale de France.

### Photographie
Expositions :
- 1998 Nu, au dos d'un regard. Photos et livres objets. Médiathèque de Lille.
- 1999 Nu, au dos d'un regard. Photos. Librairie-Galerie "Les Mots à la Bouche". Paris.
- 1999 Nu, au dos d'un regard. Photos. Le Cid-Café. Avignon.
- 1999 Si l'ombre neige. Photos récentes et lecture d’Annie Girardot avec l’auteur. Espace jean Touzot, Paris.
- 2000 Si l'ombre neige. Librairie État d'Esprit. Lyon.
- 2000 Si l'ombre neige. Les Imprévus. Lille.
- 2002 Du mal désir d’ouvrir les mots. Galerie Susini. Aix-en-Provence.
- 2002 L’ombre d’une voix, peut-être. Galerie Mise au point, Paris.
- 2002 Acquisition par l’Artothèque de Caen du « triptyque, trois visages » portraits de Daniel
- 2003 Collectif éditions Fata Morgana, château de Castries, CRL Languedoc-Roussillon, Montpellier
- 2003 Au regard du nu perdu, Maison de la photographie, Lille
- 2004 L’ombre d’une voix, peut-être. Centre d’Art contemporain  Hospice d’Havré, Lille 2004, capitale européenne de la Culture.
- 2005 Illustration partielle du programme pour la création du Chant de la Terre de Gustav Mahler, par les Ballets de l’Opéra national du Rhin dirigés par Bertrand d'At

### Présence en anthologie
- La poésie française des origines à nos jours, Robert Sabatier, Albin Michel.
- La Nouvelle poésie française, Bernard Delvaille, Seghers